# Rik van IJzendoorn
Hendrikus (Rik) van IJzendoorn (Ochten, 22 augustus 1987) is een Nederlands veldrijder en wegwielrenner die anno 2018 rijdt voor Team Novo Nordisk. Net als de rest van die ploeg lijdt hij aan diabetes mellitus.

## Carrière
Hij reed samen met zijn oudere broer Eddy enkele jaren voor het Belgische Palmans Collstrop.
Toen hij 27 was werd Van IJzendoorn gediagnosticeerd met suikerziekte.

## Veldrijden

### Palmares
| Seizoen   | Wereldbeker | Superprestige | GvA/bpost trofee | WK       | EK       | NK       | Overige   | Totaal aantal zeges |
| Junioren  | Junioren    | Junioren      | Junioren         | Junioren | Junioren | Junioren | Junioren  | Junioren            |
| --------- | ----------- | ------------- | ---------------- | -------- | -------- | -------- | --------- | ------------------- |
| 2003-2004 |             |               |                  | 35e      |          | 5e       |           | 0                   |
| 2004-2005 |             |               |                  |          |          | ↑        | Kalmthout | 1                   |
| Beloften  |             |               |                  |          |          |          |           |                     |
| 2005-2006 |             |               |                  |          |          | 14e      |           | 0                   |
| 2006-2007 |             |               |                  |          |          | 12e      |           | 0                   |
| 2007-2008 |             |               |                  |          |          | 7e       |           | 0                   |
| 2008-2009 |             |               |                  |          |          | 14e      |           | 0                   |
| Elite     |             |               |                  |          |          |          |           |                     |
| 2013-2014 |             |               |                  |          |          | 19e      |           | 0                   |

## Wegwielrennen

### Resultaten in voornaamste wedstrijden
|      | \| Jaar \| Milaan-San Remo \| \| ---- \| --------------- \| \| 2017 \| 190e \| |
| Jaar | Milaan-San Remo                                                                |
| 2017 | 190e                                                                           |

## Ploegen
- 2006 –  Palmans Collstrop
- 2007 –  Palmans Collstrop
- 2016 –  Team Novo Nordisk (stagiair vanaf 27-7)
- 2017 –  Team Novo Nordisk
- 2018 –  Team Novo Nordisk

Albert · Commeyne · Daelmans · De Gruyter · Geluykens · Huys · Ilegems · Penne · Roodhooft · Šimůnek · Smeulders · Van Den Bosch · E.van IJzendoorn · R.van IJzendoorn · Vannoppen · Wuyts
Albert · Commeyne · De Gruyter · Denolf · Huys · Penne · Renders · Roodhooft · Šimůnek · Streel · Traksel · Van Den Bosch · Van Den Brande · E.van IJzendoorn · R.van IJzendoorn · Van Loocke · Wijnands · Wuyts
Ambrose · Benhamouda · Cherhal · Clancy · Cremers · De Mesmaeker · Dilley · Glasspool · Henttala · Kamstra · de Keijzer · Lefrançois · Lozano · Mejías · Peron · Planet · Verschoor · Williams · van IJzendoorn (stagiair) · Valognes (stagiair)
Benhamouda · Calabria · Cherhal · Clancy · Gioux · Henttala · van IJzendoorn · Kamstra · de Keijzer · Lozano · McClure · Mejías · Peron · Planet · Poli · Valognes · Verschoor · Williams · Brand (stagiair)
Benhamouda · Brand · Calabria · Clancy · Gioux · Henttala · van IJzendoorn · Kamstra · Lozano · McClure · Mini · Peron · Planet · Poli · Valognes · Williams